# Nørre Nissum Seminarium
Nørre Nissum Seminarium er grundlagt i 1892 i Vestjylland syd for Limfjorden ved Nissum Fjord, 8 km øst for Lemvig, af Indre Mission, der 5 år tidligere havde lagt en højskole hér.[kilde mangler] Sognepræst Adolf Laurits Hansen varetog både højskolen og seminariet.[kilde mangler]
Seminariet var i starten et mandeseminarium, men fra 1907 er der også uddannet kvinder.[kilde mangler] Omkring højskolen og seminariet voksede der en bebyggelse op, der nu hedder Nissum Seminarieby med knap 800 indbyggere.
I 1968 blev seminariet udvidet med et HF-kursus.[kilde mangler]
Nørre Nissum Seminarium er det eneste tilbageværende lærerseminarium, som er grundlagt af Indre Mission.
Seminariet har i dag omkring 750 fuldtidsstuderende[kilde mangler] og derudover et stort antal fjernstuderende, der bruger internet som den vigtigste forbindelse til seminariet.
De Lærerstuderendes Råd (DLR/LL) på seminariet er tilsluttet Lærerstuderendes Landskreds og er repræsenteret i alle samarbejdsorganer på stedet.

## Seminariet har overlevet nedlæggelsestrusler
Nørre Nissum Seminarium og Skive Seminarium skulle efter planerne være fusioneret og placeret i Holstebro senest i 2012, men massive protester fra lokalsamfundene bevirkede, at bestyrelsen for VIA University College på et møde den 1. februar 2010 besluttede, at de to uddannelsessteder kan fortsætte, hvis de lever op til en række fastsatte kvalitetskrav.

## Forstandere
- 1892- Adolph Lauritz Hansen[4] (født 12. september 1856 i Borup ved Køge; sognepræst og højskoleforstander)
- 1919–1956 P.C. Gjelstrup (1888-1983)

## Kendte dimitteret med HF-eksamen
- 1971 Villy Søvndal, politiker, tidl. MF for SF, udenrigsminister 2011-13

## Kendte dimitteret med lærereksamen
- 1906 C.M. Julin (1882–1963), højskoleforstander
- 1913 Søren Olesen, politiker, højskolemand
- 1946 Inger Lillelund (f. 1923), radikal politiker
- 1953 Lars Busk Sørensen (f. 1930), forfatter, foredragsholder
- 1958 Ove Drostkjær Rønsbro (f.1935)skoleleder, tidsskriftforfatter, digter.
- 1959 Jens Kristian Lings (f. 1933), forfatter, cand.pæd.
- 1961 Hans Peter Baadsgaard, fhv. statsrevisor
- 1965 Knud Erik Kirkegaard, fhv. arbejdsminister, folketingsmand
- 1966 Kaj Henningsen, seminarie- og højskolelærer
- 1974 Annelise Molin, psykolog, politiker (Ny Alliance)
- 1974 Hans Jensen (f. 1951), viceinsp. v. Dansk Skoleforening for Sydslesvig
- 1975 Johnny Madsen (f. 1951), musiker, maler
- 1982 Niels Johan Geil, tidl. generalsekræter for KFUM-Spejderne i Danmark
- 1987 Else Mathiassen, skuespiller, højskoleforstander
- 2002 Rasmus Mørup Johansen (f. 1977) alias Telestjernen, musiker, filmmand og skolelærer